# Kevin Connor
Kevin Connor (Londra, 24 settembre 1937) è un regista britannico.

## Biografia
Ha trasposto in film romanzi di Edgar Rice Burroughs (La terra dimenticata dal tempo e il seguito Gli uomini della terra dimenticata dal tempo, Centro della Terra: continente sconosciuto) e diretto altri film di genere fantastico e fantascientifico, giallo e avventuroso. Ha anche diretto numerosi film per la televisione e serie tv.

## Filmografia parziale

### Cinema
- La bottega che vendeva la morte (From Beyond the Grave) (1974)
- La terra dimenticata dal tempo (The Land That Time Forgot) (1975)
- Tempi brutti per Scotland Yard (Trial by Combat) (1976)
- Centro della Terra: continente sconosciuto (At the Earth's Core) (1976)
- Gli uomini della terra dimenticata dal tempo (The People That Time Forgot) (1977)
- Le 7 città di Atlantide o I signori della guerra di Atlantide (Warlords of Atlantis) (1978)
- Avventura araba (Arabian Adventure) (1979)
- Motel Hell (1980)
- The House Where Evil Dwells (1982)
- Trafficanti di morte (Sunset Grill) (1993)
- Operazione Apocalisse (The Apocalypse Watch) (1997)
- Madre Teresa (Mother Teresa: In the Name of God's Poor) (1997)
- Solo desserts (Just Desserts) (2004)
- Domestic Import (2006)
- L'Ultimo Babbo Natale (Farewell Mr.Kringle) (2010)
- Connemara Days (2013)

### Televisione
- Goliath Awaits (1981)
- Cuore e batticuore (Hart to Hart) (1982-1983)
- Nord e sud II (North and South, Book II) (1986)
- The Return of Sherlock Holmes (1987)
- Liz, la diva dagli occhi viola (Liz: The Elizabeth Taylor Story) (1995)
- Maria, madre di Gesù (Mary, Mother of Jesus) (1999)
- In the Beginning - In principio era (In the Beginning) (2000)
- Santa, Jr. (2002)
- Frankenstein (2004)
- Un fidanzato per Natale (A Boyfriend for Christmas) (2004)
- McBride - Scambio d'identità (McBride: The Chameleon Murder) (2005)
- McBride: Omicidio dopo mezzanotte (McBride: Murder Past Midnight) (2005)
- McBride - Omicidio di classe (McBride: It's Murder, Madam) (2005)
- Un nipote speciale (Fielder's Choice) (2005)
- Al cuor non si comanda (Always and Forever) (2009)
- Una luna di miele tutta sua... (Honeymoon for One) (2011)
- Annie Claus va in città (Annie Claus is Coming to Town) (2011)
- Hotel Cupido (Sweet Surrender) (2014)